# 孝武李夫人
孝武皇后李氏（前2世纪—前100年代），姓李，名不详，中國西漢時期皇族女性。史書依照生前最高位號，稱李夫人。出身中山（今河北省定縣），為汉武帝夫人。精通音律。兄長李延年、李廣利，弟弟李季。漢武帝去世後，霍光追封為孝武皇后以配饗漢武帝。

## 生平
元鼎六年（前111年），李氏的哥哥李延年因擅长音乐得到武帝的接见。李延年擅長音律歌舞，故頗得武帝寵幸。一日李延年為武帝獻歌，歌詞稱：「北方有佳人，絕世而獨立，一顧傾人城，再顧傾人國。寧不知傾城與傾國，佳人難再得！」武帝聞得此曲，極為感慨嘆息：“世间哪有你所唱的那种佳人”。武帝的姊姊平陽公主便告訴武帝，歌中的佳人就是指李延年的妹妹。李氏隨後得武帝召見，武帝見她果然是個姿色美豔的絕色美人，由是深得寵幸。不久李夫人怀孕，生下一個兒子劉髆。其兄李延年也受到汉武帝的宠爱，如同韩嫣一般。
太初元年（前104年），汉武帝为使李夫人的家族封侯，封李夫人的长兄李广利为贰师将军，攻打大宛。

## 逝世
李夫人在太初元年（前104年）到太初四年（前101年）之间逝世，《史记》称“蚤卒”，《汉书》记为“少而蚤卒”，她逝世时应当十分年轻。
李夫人重病時，漢武帝親往探問，她卻以臥被蒙頭，以形貌毀壞為由，婉拒與武帝見面。武帝再三勸說，李夫人最後索性不再作聲，於是武帝只好不悅而去。武帝走後，夫人的姊妹都責怪她不讓皇帝見她一面，李夫人則回答：「我之所以不想見皇帝，其實是為了兄弟們的將來。我以容貌之好，所以受帝愛幸。從來以色貌侍人的人，色貌衰老而他人的愛幸就會廢弛，愛幸廢弛則恩寵皆絕。（夫以色事人者，色衰而愛弛，愛弛則恩絕）皇上之所以如此顧念著我，是由於我平生的容貌美好。今若見我形貌毀壞，貌不如前，必定畏惡吐棄我，又怎肯再追思我以及照顧我的兄弟呢！」
根据《汉书》的记载，武帝以皇后之禮為李夫人下葬。但当时皇后卫子夫并未被废。同时《汉书》中关于李夫人的记载与其它记载多有矛盾。《汉书》又记李夫人死後，漢武帝十分思念她，让方士齊人少翁为李夫人招魂。而据《史记》的记载，少翁是为在李夫人之前受宠的王夫人招魂。少翁在大约元鼎元年（前116年）就已被诛杀。
李夫人逝世后，李延年及夫人之弟李季皆因淫亂後宮罪被诛杀，灭族。李广利因在攻伐大宛，未被诛杀。回到汉朝后，汉武帝已将李氏家族灭族，后来可怜其家，于太初四年（前101年）四月丁巳封李广利为海西侯。天汉四年（前97年），其子劉髆被封为昌邑王。后李广利投降匈奴，李氏家族再次被灭。
后来刘弗陵继位为汉昭帝后，因嫡母陈皇后、卫皇后、生母趙婕妤生前皆获罪，权臣霍光做主追尊李夫人为孝武皇后，配享武帝。
李夫人的墓葬位於漢武帝茂陵西北一里，稱英陵，亦稱集仙台。
昭帝无后而崩后，李夫人的孙子刘贺一度入继昭帝成为新帝。

## 圖集

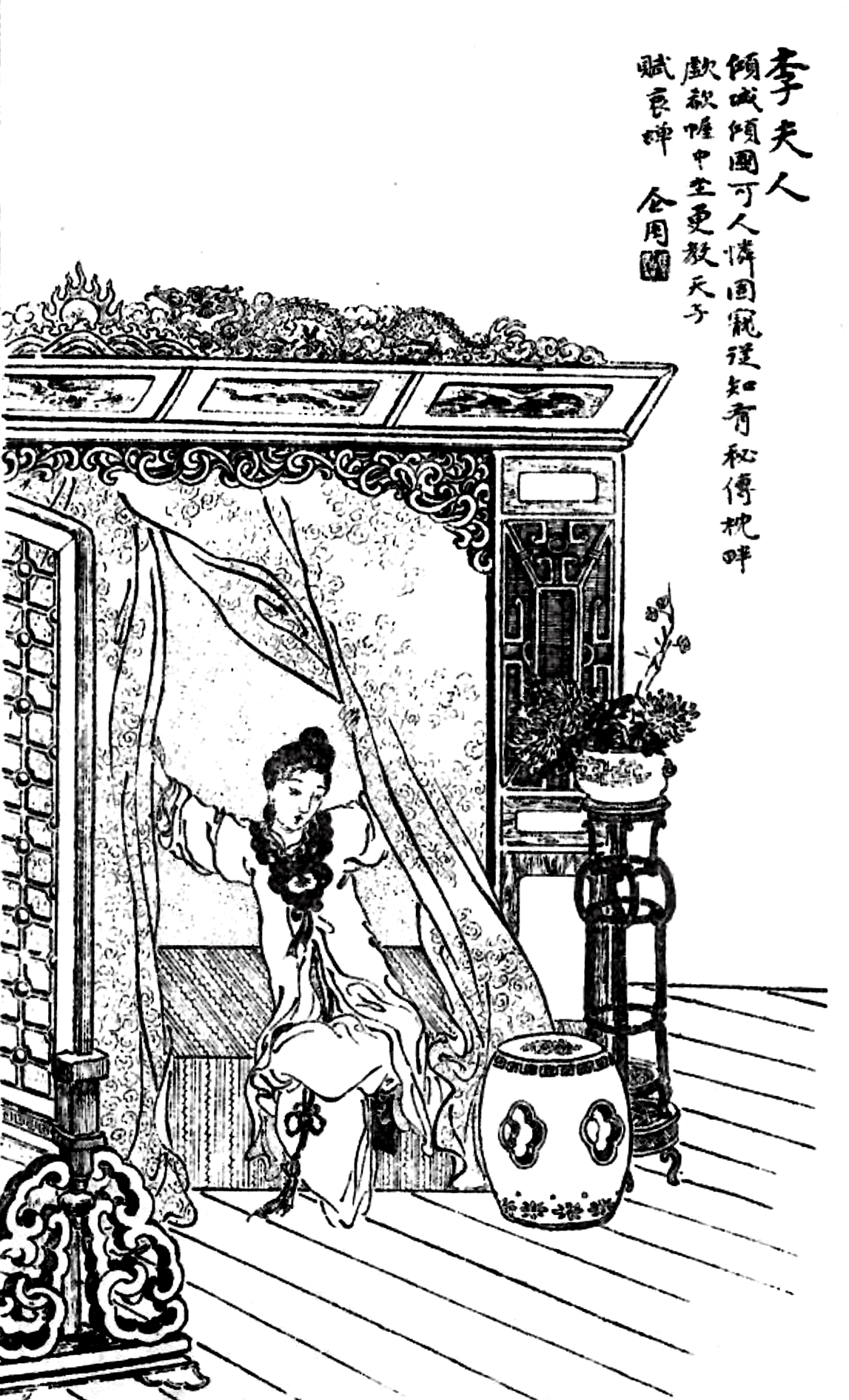
《美人百態畫譜》
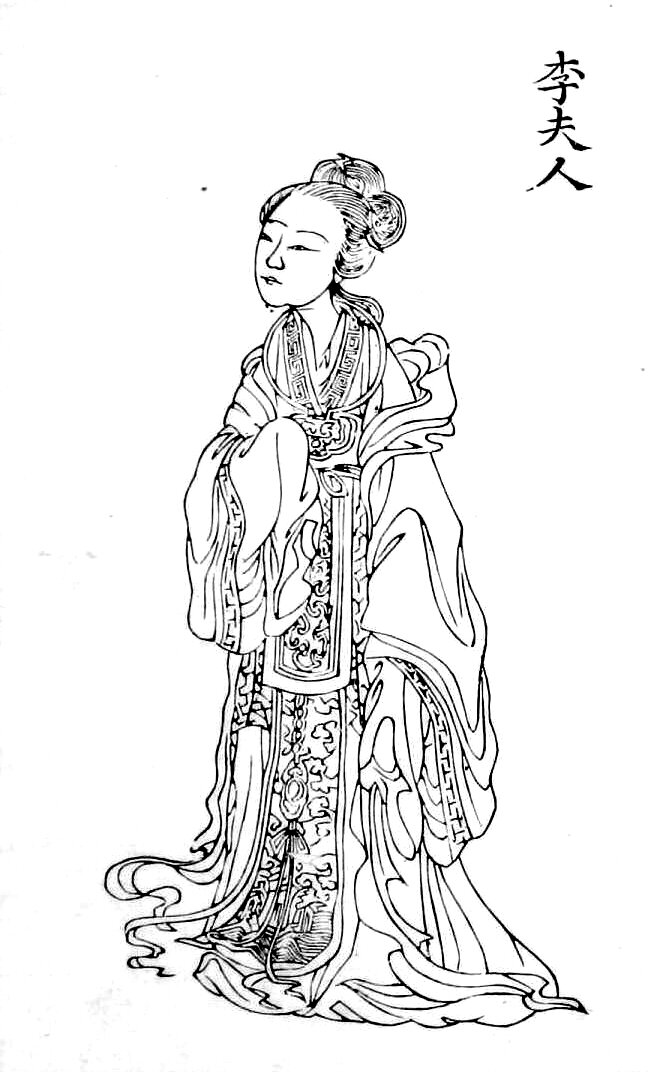
《百美新咏图传》

## 影視作品
| 影視作品               | 飾演的演員 | 使用的名字、称谓 | 备注       |
| 1990年《大漢春秋》     | 黃香蓮     |                  |            |
| 1990年《漢武帝》       | 詹洁       | 李夫人           | 周里京主演 |
| 2000年《大漢天子》系列 | 何佳怡     | 李娃             |            |
| 2005年《漢武大帝》     | 高婷婷     | 李妍             |            |
| 2007年《王昭君》       | 楊冪       | 李夫人           |            |
| 2014年《衛子夫》       | 张璇       | 李夫人           |            |
| 2014年《风中奇缘》     | 陈法拉     | 秦湘（李妍）     |            |

## 延伸阅读
[在维基数据编辑]
 《漢書·卷097上》，出自班固《漢書》
 《漢書/卷097下》，出自班固《漢書》
 在维基共享资源阅览影像

## 备注
1. ↑  其兄李广利两次攻伐大宛国为太初元年（前104年）至太初四年（前101年）。李夫人在李广利回汉封侯之前，已经逝世。